# Скороходов, Валентин Николаевич
Валенти́н Никола́евич Скорохо́дов (10 августа 1911 — 19 марта 1930) — советский учитель.

## Биография
Родился в городе Усмани Тамбовской губернии (ныне – Липецкой области). Учился в средней школе № 1 с педагогическим уклоном. В школе был принят в ряды комсомольской организации.
В 1924 году после окончания школы его направляют учителем в начальную школу посёлка Боровской Липецкого уезда. Вскоре создал в посёлке комсомольскую организацию и стал её вожаком. В ноябре 1929 года на сходе сельчан был создан колхоз «Свободный путь». Успехи сельских активистов вызвали недовольство среди местных кулаков. После того как Скороходов «смело разоблачил действия» главного кулака Палкина, на жизнь учителя несколько раз покушались.
19 марта 1930 года поездом возвращался от матери из Липецка в Боровской. Не доезжая до станции Казинка, он вышел из вагона и направился лесной дорожкой в село. Кулаки устроили засаду и убили его. Умирая, он написал на листке бумаги: «Погиб от зверской руки Гаврилы Палкина. Отомстите» (это был сын Палкина). Вскоре убийцы были задержаны и расстреляны.

## Память
Имя В. Н. Скороходова присвоено Канавной улице, на которой он жил в Липецке с 1921 года. В 1966 году в Комсомольском парке (ныне Быханов сад) открыт железобетонный памятник Скороходову, в 1986 году переделанный в металл; долгое время и сам Комсомольский парк носил его имя.